# Liste des comtes de Champagne
 (février 2022).
Si vous disposez d'ouvrages ou d'articles de référence ou si vous connaissez des sites web de qualité traitant du thème abordé ici, merci de compléter l'article en donnant les références utiles à sa vérifiabilité et en les liant à la section « Notes et références ».
Le comté de Champagne est né de la fusion des comtés de Meaux et de Troyes, lesquels furent réunis par les comtes de Vermandois à partir de 956, puis transmis en lignée féminine aux comtes de Blois. Ceux-ci avaient essayé d'y incorporer le comté de Reims, mais les archevêques de la cité des sacres réussirent à le conserver, limitant ainsi la Champagne féodale au sud de la Champagne actuelle.
Bien que qualifié uniquement du titre de comte de Troyes, Hugues Ier de Champagne fut le premier à se proclamer comte de Champagne aux alentours de l'an 1102.

## Comtes de Meaux et de Troyes (956-1125)
Pour avoir la liste des comtes avant cette première unification en 956, il faut se rapporter aux articles consacrés aux comtes de Meaux, de Troyes et de Reims.
Les deux comtés furent de nouveau séparés en 1089, partagés entre les fils du comte Thibaut Ier de Champagne, jusqu'en 1125.

### Comtes herbertiens (956-1022)
| Portrait | Nom                                                                      | Période    | Titres                                  | Notes |
| -------- | ------------------------------------------------------------------------ | ---------- | --------------------------------------- | --- |
|          | Robert Ier de Vermandois, ou Robert Ier de Meaux (av. 920 – 29 août 966) | 943 – 966  | Comte de Meaux Comte de Troyes (en 956) | Fils d'Herbert II de Vermandois, il fut d'abord comte de Meaux à la mort de son père en 943 puis comte de Troyes après son mariage en 956 avec Adelaïde de Chalon, fille du comte Gilbert. |
|          | Herbert II de Troyes dit Herbert le Jeune (vers 950 – † vers 995)        | 966 – 995  | Comte de Meaux Comte de Troyes          | Fils du précédent, il hérite des fiefs à Vitry et autour de Châlons après la mort de son oncle Herbert III vers 980.                                                                       |
|          | Étienne Ier de Troyes († vers 1022)                                      | 995 – 1022 | Comte de Meaux Comte de Troyes          | Fils du précédent, il meurt sans descendance vers 1021 et aurait désigné son cousin germain Eudes II à sa succession.                                                                      |

### Comtes thibaldiens (1022-1089)
| Portrait | Nom                                                                              | Période          | Titres | Notes |
| -------- | -------------------------------------------------------------------------------- | ---------------- | --- | --- |
|          | Eudes II de Blois, dit Eudes le Champenois (vers 985 – 15 novembre 1037)         | 1022 – 1037      | Comte de Blois Comte de Tours Comte de Chartres Comte de Châteaudun Comte de Provins Comte de Reims Comte de Beauvais Comte de Sancerre Comte de Meaux Comte de Troyes | Petit-fils de premier comte de Blois, Thibaud le Tricheur et de Liutgarde de Vermandois, il hérita des comtés de Troyes et de Meaux de son cousin et forme l’ensemble bléso-champenois pour la première fois. Également fils de Berthe de Bourgogne, il revendiqua le royaume des Deux-Bourgognes à partir de 1032, mais fut défait près de Bar-le-Duc 5 ans plus tard. |
|          | Étienne II de Troyes († 1047)                                                    | 1037 – 1047      | Comte de Meaux Comte de Troyes | Fils d'Eudes II et d'Ermengarde d'Auvergne. |
|          | Eudes III de Champagne († vers 1115/1118)                                        | 1047 – vers 1066 | Comte de Meaux Comte de Troyes | Fils d'Étienne II, la régence est d'abord assurée par son oncle Thibaut III, qui le fait vassal du comté de Blois. Eudes se révolte mais fut vaincu en en 1066. |
|          | Thibaut III de Blois, ou Thibaut Ier de Champagne (vers 1019 – † septembre 1089) | vers 1066 – 1089 | Comte de Blois Comte de Tours Comte de Chartres Comte de Châteaudun Comte de Provins Comte de Sancerre Comte de Meaux Comte de Troyes Seigneur de Château-Thierry      | Fils ainé du comte Eudes II de Blois, il hérita du domaine ligérien, mais refusa de reconnaître et de faire hommage au roi capétien Henri Ier. Ce-dernier lui « retira » définitivement le comté de Tours qu'il donne à son allié Geoffroy Martel, après la bataille de Nouy. Il reconstitua le domaine bléso-champenois de son père en se débarrassant de son neveu Eudes III de Champagne, et élève définitivement la Champagne en tant que comté. Il se maria avec une fille de l'ennemi de son père : Gersende du Maine. |

À la mort de Thibaut III de Blois et Ier de Champagne, les deux comtés constituant la Champagne furent de nouveau séparés entre ses fils :

#### Second comté de Troyes (1089-1125)
| Portrait | Nom                                          | Période     | Titres                                               | Notes |
| -------- | -------------------------------------------- | ----------- | ---------------------------------------------------- | --- |
|          | Eudes III de Troyes (vers 1062 – † 1093)     | 1089 – 1093 | Comte de Troyes                                      | Fils cadet de Thibaut III de Blois et d'Adélaïde de Valois, demi-frère d'Étienne-Henri. Meurt en 1093 sans descendance. |
|          | Hugues Ier de Champagne (vers 1074 – † 1126) | 1093 – 1125 | Comte de Troyes Comte de Vitry Comte de Bar-sur-Aube | Frère benjamin du précédent, il s'intitule comte de Champagne 1102 à la mort de leur demi-frère aîné Étienne-Henri ci-dessous ; époux de Constance, fille de Philippe Ier. En 1125, il est fait templier de l'Ordre du Temple et cède la Champagne à son neveu Thibaut II de Champagne, alias Thibaut IV de Blois. |

#### Second comté de Meaux (1089-1125)
| Portrait | Nom | Période     | Titres | Notes |
| -------- | --- | ----------- | --- | --- |
|          | Étienne-Henri ou Étienne II de Blois (vers 1045 – † 1102)                                                | 1089 – 1102 | Comte de Blois Comte de Chartres Comte de Châteaudun Comte de Provins Comte de Sancerre Comte de Meaux Comte de Reims | Fils ainé de Thibaut III et de Gersende, il épouse Adèle de Normandie, fille de Guillaume le Conquérant. Sous l'influence de sa femme, il fut l'un des premiers seigneurs à répondre à l'appel du pape Urbain II pour la Première Croisade. Avec d'autres barons, il se disgracie en quittant le siège d'Antioche, mais trouva une mort plus honorable à la bataille de Ramla. |
|          | Thibaut IV de Blois, ou Thibaut II de Champagne, dit Thibaut le Grand (vers 1090/1095 – 10 janvier 1152) | 1102 – 1125 | Comte de Blois Comte de Chartres Comte de Châteaudun Seigneur de Sancerre                                             | Fils puiné d'Étienne II et d'Adèle, il gouverna sous la régence de sa mère puis seul. Il dut faire face à des attaques de son vassal Hugues III du Puiset. Il hérita du comté de Troyes de son oncle Hugues Ier parti en Terre sainte, et unifie le comté de Champagne définitivement à partir de 1125.                                                                        |

## Comtes de Champagne (1125-1197)
En héritant du comté de Troyes de son oncle, Thibaut IV de Blois unifie la Champagne de manière définitive et en devient le véritable premier comte.
| Portrait | Nom | Règne       | Autres titres                                                                             | Notes |
| -------- | --- | ----------- | ----------------------------------------------------------------------------------------- | --- |
|          | Thibaut IV de Blois, ou Thibaut II de Champagne, dit Thibaut le Grand (vers 1090/1095 – 10 janvier 1152) | 1125 – 1152 | Comte de Blois Comte de Chartres Comte de Châteaudun Comte de Troyes Seigneur de Sancerre | Il est pressenti par les barons normands pour devenir roi d'Angleterre, ces-derniers l'appelant à devenir leur duc, mais c'est finalement son frère Étienne qui fut sacré roi en 1135. Il fait de la Champagne un État puissant au sein du royaume, notamment en fondant les foires de Champagne. |
|          | Henri Ier de Champagne, dit Henri le Libéral ou le Large (décembre 1127 – 17 mars 1181)                  | 1152 – 1181 | Comte de Brie                                                                             | Fils ainé de Thibaut IV, il partage le domaine bléso-champenois avec ses frères et s'octroie la plus riche, la Champagne, délaissant le domaine ligérien ancestral. Il choisit de clore l'inimitié avec les Capétiens et offre la main de sa sœur Adèle à Louis VII, qui lui donne un fils tant espéré, Philippe dit Dieudonné, le futur roi Philippe II. En 1164, il épouse la princesse Marie de France et jouit d'un prestige important au sein du royaume. |
|          | Henri II de Champagne (29 juillet 1166 – 10 septembre 1197)                                              | 1181 – 1197 | Roi de Jérusalem (à partir de 1192)                                                       | Fils ainé d'Henri Ier de Champagne, il règne sous la régence de sa mère, Marie. En 1189, il part pour la Troisième croisade avec ses oncles Philippe Auguste et Richard Cœur de Lion en Terre sainte où il épouse Isabelle de Jérusalem avant de devenir roi de Jérusalem en 1192. Il meurt dans des circonstances troubles en 1197 en tombant d'un balcon à Saint-Jean-d'Acre.                                                                                |

### Comtes-pairs de Champagne (1197-1316)
| Portrait | Nom | Règne       | Autres titres                     | Notes |
| -------- | --- | ----------- | --------------------------------- | --- |
|          | Thibaut III de Champagne (3 janvier 1179 – 24 mai 1201)                                                                      | 1197 – 1201 | Aucun                             | À la mort de son frère aîné Henri II, il lui succède au comté de la Champagne et devient l'un des 6 pairs laïcs primitifs de France. En 1199, il épouse Blanche de Navarre mais il organise rapidement une nouvelle croisade et décède à Troyes en 1201, laissant sa femme enceinte du futur Thibaut IV. |
|          | Thibaut IV de Champagne, ou Thibaut Ier de Navarre dit Thibaut le Posthume ou le Chansonnier (30 mai 1201 – 14 juillet 1253) | 1201 – 1253 | Roi de Navarre (à partir de 1234) | Fils posthume de Thibaut III, sa mère assure la régence mais doit faire face aux revendications des cousines de son défunt mari, les princesses de Jérusalem et Érard de Brienne, qui revendiquent la Champagne dans une guerre de succession. Le pape Innocent III rappelle par une bulle en 1205 que les comtes de Champagne sont les vassaux de l'archevêque de Reims, pour Épernay, Fismes, Châtillon-sur-Marne, Vertus, et Vitry-en-Perthois. En 1234, il hérite du royaume de Navarre de son oncle Sanche le Fort et devient Thibaut Ier de Navarre, mais perd la vassalité sur les terres ancestrales de Blois au profit de Louis IX. |
|          | Thibaut V de Champagne, ou Thibaut II de Navarre dit Thibaut le Jeune (30 mai 1239 – 4 décembre 1270)                        | 1253 – 1270 | Roi de Navarre                    | Fils ainé de Thibaut le Posthume, il épousa Blanche de France, fille de Louis IX, et s'embarqua avec ce-dernier pour la Huitième Croisade. Il mourut sans descendance de la peste en revenant de celle-ci, en 1270. |
|          | Henri III de Champagne, ou Henri Ier de Navarre dit Henri le Gros (1244 – 22 juillet 1274)                                   | 1270 – 1274 | Roi de Navarre                    | Frère de Thibaut II de Navarre, qui lui succède à sa mort. Il épouse Blanche d'Artois, avec laquelle il eut un fils, Thibaut, qui meurt en bas âge. À sa mort en 1274, sa fille lui succède. |
|          | Jeanne Ire de Champagne et de Navarre (14 janvier 1273 – 2 avril 1305)                                                       | 1274 – 1305 | Reine de Navarre Reine de France  | Unique fille d'Henri Ier de Navarre qui lui succède à sa mort. En épousant le capétien Philippe IV, dit le Bel, elle devient reine de France. Dernière dynaste de la branche ainée, ses possessions (Navarre et Champagne) furent temporairement annexées au domaine royal capétien par leur fils, Louis X. Durant sa minorité, de 1274 à 1285, la régence fut exercée par sa mère Blanche d’Artois et son mari à partir de 1275 Edmond de Lancastre |
|          | Louis X de France, ou Louis Ier de Navarre, dit Louis le Hutin (4 octobre 1289 – 5 juin 1316)                                | 1305 – 1316 | Roi de France Roi de Navarre      | Comte de Champagne, roi de France et de Navarre, fils du précédent |

## Guerre de succession et rattachement au royaume de France (1316-1336)
À la mort de Jeanne de Champagne, le comté est administré par la couronne. Ainsi à la mort de Philippe IV le Bel, le comté échoit successivement à leurs trois fils. Cependant, à la mort de Charles IV le Bel se pose la question de l'héritier légitime du comté de Champagne. En effet si les barons de France choisissent Philippe VI pour roi, les règles coutumières de succession en Champagne désignent Jeanne II de Navarre, unique héritière du fils aîné de Philippe IV et de Jeanne de Champagne: Louis X.
Cette succession controversée commence même dès la mort de ce dernier, puisque ses frères, les rois Philippe V et Charles IV auront chacun tour à tour à cœur de réunir définitivement le comté au domaine royal. Cette succession se terminera officiellement par le traité de Villeneuve du 13 mars 1336 où Jeanne et son mari renoncent officiellement à leurs droits légitimes sur la Champagne en échange de terres et d'argent.
- 1328-1336 : Jeanne II de Champagne (1312 † 1349), comtesse contestée de Champagne, reine de Navarre, fille du précédent
- 1336-1350 : Philippe Ier de Champagne (1293 † 1350), comte de Champagne, roi de France. Cousin du précédent.

La Champagne intègre définitivement le domaine royal par le traité de Villeneuve-lès-Avignon de 1336.